# Население Каталонии
Население Каталонии насчитывает 7,5 миллиона человек. Около 35 % из них составляют этнические каталонцы, говорящие на каталанском языке и владеющие испанским как вторым. Большую часть остального населения (45 %) составляют испанцы — выходцы из Андалусии, Мурсии и Эстремадуры, переселившиеся в Каталонию преимущественно в последние десятилетия, а также их потомки 2-го и 3-го поколений. Высока также доля иностранцев, в основном из стран Латинской Америки, Африки и Восточной Европы (13,8 %).
Постепенно плотность населения Каталонии стала самой высокой в Испании — 225 человек на км² (2007), Барселона — 2000 человек на км².
Каталанский — это самостоятельный язык, принадлежащий к языкам романской группы. С кастильским, то есть испанским языком, он имеет много общего, но ближайшим его родственником является провансальский язык в Южной Франции. Первые документы на каталанском языке относятся к XII веку. На нём говорят жители Балеарских островов, автономной области Валенсия (его здесь называют валенсийским), в Южной Франции (Перпиньян), в так называемой Франжа (пограничные земли между Каталонией и Арагоном) и на части острова Сардиния (Альгер). Сегодня наряду с испанским он признан в Каталонии государственным. Преподавание в государственных школах и университетах официально ведётся на каталанском языке (т. н. «политика языкового погружения»). Названия населённых пунктов в основном каталанские.
Русский язык различает прилагательные «каталанский» (относящийся к каталанскому языку) и «каталонский» (относящийся к области Каталония) (см. также Каталанский диалект испанского языка).
Основная религия — католицизм.
С точки зрения экономики Каталония относится к самым развитым районам Испании. Население Каталонии составляет около 16 % всего населения Испании, но производит 23 % валового национального продукта.
Репрессии против каталонцев во времена режима Франко значительно способствовали популяризации движения каталонского сепаратизма.